# Jan Hin
Johannes Jozef Antonius (Jan) Hin (Haarlem, 3 januari 1899 – aldaar, 29 juli 1957) was een Nederlands zeiler en filmmaker. Hij heeft twee keer heeft deelgenomen aan de Olympische Spelen.

## Levensloop
In 1920 nam hij samen met zijn veertienjarige broertje Frans en hun vader Cornelis Hin deel aan de Olympische Zomerspelen van Antwerpen in de klasse 12-voets jollen in hun boot de Beatrijs III. De enige competitie was het eveneens Nederlandse team bestaande uit Arnoud van der Biesen en Petrus Beukers met de boot Boreas-2. De race zou bestaan uit 3 wedstrijden waarna op basis van het totaal aantal punten de winnaar bepaald zou worden. De eerste wedstrijd werd op 7 juli gezeild in Oostende waarbij de Boreas-2 na 59 min. 53 seconden de finish passeerde terwijl de Beatrijs III binnenkwam na 1 uur 4 min. en 56 seconden. Een dag later zou opnieuw gezeild worden maar vanwege problemen met het parcours en omdat beide teams uit Nederland kwamen, werd besloten dat onder verantwoordelijkheid van het Nederlands Olympisch Comité de rest van de wedstrijden in Nederland zou worden gezeild. Dat vond plaats op 3 september op het buiten-IJ nabij Amsterdam. In de ochtendwedstrijd kwam de Beatrijs III met een voorsprong van meer dan 11 minuten als eerste over de finish. De middagwedstrijd zou dus beslissend worden. De Beatrijs III kreeg daarbij zo'n voorsprong en er was intussen zo weinig wind dat het team van de Boreas-2 opgaf waarmee de familie Hin olympisch goud won in deze klasse.
Vier jaar later zou Johans vader tijdens de Olympische Spelen in Parijs opnieuw deelnemen maar dan in de klasse monotype. Omdat deze last kreeg van reumatiek kwam Johan Hin, die reserve stond, uit op dat onderdeel. De eerste dag in Meulan begon slecht want hij raakte bij het ronden van de eerste boei de boot van de Canadees Norman Robertson waardoor hij bij eerste kwalificatieronde gediskwalificeerd raakte. Bij de herkansing een dag later eindigde hij als eerste waardoor hij alsnog door kon naar de finale. In het eindklassement zou hij eindigen op de 5e plaats.
Hij nam deel aan vele internationale zeilwedstrijden.
Hij volgde aanvankelijk niet zijn oudere broers in het door zijn vader opgerichte Kousenfabrieken Hin NV. Hij trad kort toe tot een klooster maar werd uiteindelijk filmmaker. Hin werkte vooral in opdracht met zijn studio Hinfilm en was een van de grondleggers van reclamefilms is Nederland. Hij was een leerling van Hans Richter en Walter Ruttmann en werd ontdekt door Joris Ivens. Met Ivens maakte hij Wij bouwen (1930). Een bekend werk van hem was Kentering (1931) voor het Katholiek Werklieden Verbond. Hij maakte voor Cornelis Bruynzeel jr. twee bekende films over trans-Atlantische zeilwedstrijden; 4000 Mijlen onder zeil (1937) en De Zeearend (1941). Hij was na de Tweede Wereldoorlog betrokken bij de Nederlandse Werkgemeenschap voor Filmproductie. Zijn laatste productie was Boerenkrediet (1950). Hij had een gezin met tien kinderen en ging alsnog in het familiebedrijf werken. Hij begon als afdelingshoofd en werd later president-commissaris.
In 1957 overleed Jan Hin op 58-jarige leeftijd in zijn geboorteplaats Haarlem. Ook zijn zoon Kees Hin (1936-2020) werd cineast.

## Palmares

### 12-voets jollen
- 1920:  Olympische Spelen - 4 punten

### 12-voets jollen (monotype)
- 1924: 5e Olympische Spelen - 10 punten

- Biografisch Portaal: 92374177
- Digitale Bibliotheek voor de Nederlandse Letteren: hin_001
- International Standard Name Identifier: 0000 0003 9697 3861
- Nederlandse Thesaurus van Auteursnamen: 274413353
- RKD-Nederlands Instituut voor Kunstgeschiedenis: 407677
- Virtual International Authority File: 292059416
- WorldCat: E39PBJkxGgRJMdxhdTKC833JDq